# Limotettix osborni
Limotettix osborni är en insektsart som beskrevs av Ball 1928. Limotettix osborni ingår i släktet Limotettix och familjen dvärgstritar. Inga underarter finns listade i Catalogue of Life.